# Junichiro Koizumi
Junichiro Koizumi (japansk: 小泉 純一郎 = Koizumi Jun'ichirō) – (født 8. januar 1942 i Yokosuka, Kantô Region) er en japansk politiker tilknyttet Japans liberaldemokratiske parti (Liberal Democratic Party, LDP). Han var Japans premierminister fra 2001 til 06.
Koizumi blev valgt ind i det japanske parlament i 1972 efter at han allerede fra 1970 havde fungeret som sekretær for den japanske finansminister og senere premierminister Takeo Fukuda. Han fik sin første post som vicefinansminister i 1979 og sin første selvstændige ministerpost som sundheds- og velfærdsaminister i 1988.
Koizumi blev valgt til leder af det liberaldemokratiske parti i Japan den 24. april 2000 og umiddelbart herefter valgt til Japans premierminister den 26. april 2001. Ved det næste valg til overhuset sikrede hans koalitionsregering sig en majoritet på 78 af 121 pladser, efter at koalitionen allerede havde et flertal i underhuset.
Koizumi blev valgt på løfter om økonomiske reformer, herunder omfattende privatiseringsinitiativer og reorganisering af partiet. Det lykkedes Koizumi og partiets ledelse at flytte partiets vælgerfokus fra dets hidtidigt overvejende landbrugsrelaterede fokus til den hurtigt voksende bybefolkning. Efter en periode med voksende tilslutning i befolkningen voksede den interne kritik i partiet gennem 2004, og samtidig faldt hans opbakning blandt befolkningen. Efter udskrivning af valg til afholdelse i september 2005 og intern omorganisering inden for partiet LDP sikrede partiet sig et kanonvalg den 11. september 2005 med ca. 44% af stemmerne og en fremgang på 60 pladser til 296 (af i alt 480) i underhuset, hvor de herefter sammen med deres allierede, New Komeito Party (NKP), havde næsten totrediedels majoritet. 
Koizumi annoncerede, at han ville træde tilbage fra posten som premierminister i 2006 i henhold til partiet LDP's regler. Han oplyste samtidig, at han ikke selv ville foreslå en afløser, som mange af hans forgængere som premierministre havde gjort. Den 20. september 2006 blev Shinzo Abe valgt af det liberaldemokratiske parti som LPD's præsident som afløser for Koizumi. Efter en afstemning i parlamentet afløste Shinzo Abe Koizumi som Japans premierminister den 26. september 2006.